# Lasioglossum baudini
Lasioglossum baudini là một loài Hymenoptera trong họ Halictidae. Loài này được Cockerell mô tả khoa học năm 1915.

## Hình ảnh

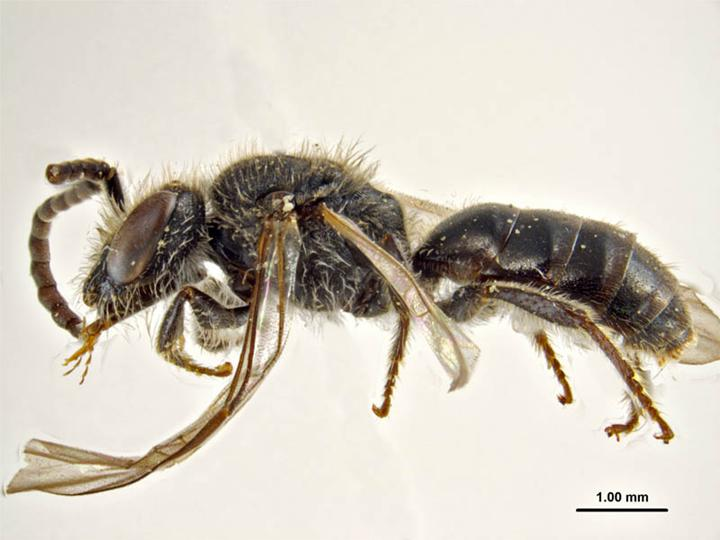